# Mary Herskind
Mary Agnes Herskind gift Madsen (29. maj 1879 i København - 15. maj 1964 i Holte) var en dansk tandlæge og tennisspiller fra B.93 som vandt DM i damesingle 1911.